# Die Ratte von Paris
Die Ratte von Paris ist ein in der Unterwelt von Paris spielendes, britisches Stummfilm-Kriminaldrama aus dem Jahre 1925 von Graham Cutts mit Ivor Novello, Isabel Jeans und dem Hollywoodstar Mae Marsh in den Hauptrollen. Die Geschichte basiert auf dem Bühnenstück The Rat von Ivor Novello und Constance Collier.

## Handlung
Handlungsort ist die Unterwelt und die Halbwelt von Paris. Hier lebt die gelangweilte Zélie de Chaumet, eine Repräsentantin der „demi-monde“, mit ihrem älteren Liebhaber, dem intriganten Herman Stetz, in einer geräumigen Wohnung in der besseren Wohngegend der französischen Metropole. Der Gegenentwurf zu ihrem Lebensumfeld ist der Mikrokosmos des Berufsverbrechers (damals „Apache“ genannt) Pierre Boucheron, der in Unterweltskreisen nur „Die Ratte“ genannt wird. Das Mädchen an seiner Seite heißt Odile und ist ein liebenswertes, bescheidenes und aufrichtiges Wesen. Beide hausen in einem heruntergekommenen Zimmer in einem heruntergekommenen Teil der Hauptstadt.
Eines Abends besucht Zélie mit Freunden eine Aufführung der Folies Bergère. Da sie befürchtet, dass dies ein trostloser Abend wird, bittet sie Herman, für sie eine Aftershowparty in der Spelunke White Coffin Club, einem berüchtigten Treffpunkt für arme Leute, zu organisieren, um den Abend doch noch irgendwie aufregend ausklingen zu lassen. Pierre besucht an diesem Abend ebenfalls die Folies Bergères, auf der Suche nach leichter Beute bei seinen allabendlichen Raubzügen und stiehlt dabei Zélies Zigarettenetui. Inzwischen hat Odile bemerkt, dass Pierre ohne sein Messer ausgegangen ist und geht damit zum White Coffin Club. Herman bemerkt sie und ist beeindruckt von ihrer Schönheit und Naivität. Er versucht gerade, ihr seine Aufmerksamkeit aufzuzwingen, als Pierre eintrifft, ihn gewaltsam aus dem Club wirft und ihn warnt, jemals zurückzukehren.
Zélie und ihre Freunde erreicht derweil den White Coffin Club. Als sie dabei zusieht, wie Pierre einen Messerzweikampf gewinnt und mit einem der Showgirls des Clubs einen ausgelassenen „Apache“-Tanz aufführt, ist sie fasziniert und beginnt mit ihm ein Gespräch. Pierre erkennt sie aus den Folies Bergères und gibt ihr das Zigarettenetui zurück. Nachdem sie gegangen ist, erhält Pierre eine Nachricht mit ihrer Adresse, in der sie ihn wieder sehen möchte. Zélie weiß nicht, dass Herman all ihre Bewegungen beobachten lässt, und als sie heimkehrt, konfrontiert er sie mit ihrem Verhalten gegenüber Pierre. Als sie ihre Faszination für ihn nicht leugnet, sagt Herman, dass er jetzt ausgeht und erwartet, dass sie bei seiner Rückkehr verschwunden sein wird.
Pierre kommt in Zélies Wohnung an, und obwohl sie sich freut, ihn zu sehen, tut sie so, als wüsste sie nichts von dieser Verabredung. Tatsächlich stammte die Nachricht von Herman, der Pierre aus dem Weg haben wollte, um sich an dessen Freundin Odile heranzumachen. Pierre eilt nach Hause und findet Odile in einem verzweifelten Kampf mit dem aufdringlichen Herman vor. In seiner rasenden Wut ersticht Pierre ihn. Die Schreie während des Kampfes werden von einem vorbeikommenden Polizisten gehört, der Hilfe ruft. Odile bedrängt Pierre, durch ein Fenster zu fliehen, und als die Polizei eintrifft, behauptet sie, Herman selbst im Rahmen der Selbstverteidigung getötet zu haben. Pierre kehrt in die Wohnung zurück und sagt aus, dass er soeben von einem Besuch bei Zélie zurückgekehrt ist. Als er erfährt, dass Odile den Mord gestanden hat, gesteht er die Wahrheit. Doch die Polizei glaubt ihm nicht und geht davon aus, dass er versucht, seine Geliebte zu beschützen. Odile bittet die Polizei, mit Pierre allein sprechen zu dürfen. Sie macht ihm klar, dass sie eine Chance auf einen Freispruch hat, wenn sie sich auf Notwehr beruft, während er bei seinem Vorstrafenregister für den begangenen Totschlag mit Sicherheit zum Tode verurteilt würde. Widerwillig stimmt er zu, und Odile wird ins Gefängnis gesteckt.
Pierre wird die Erlaubnis verweigert, Odile im Gefängnis zu besuchen, und er wird immer verzweifelter und leidet unter der Tatsache, dass dieses liebe Geschöpf für ihn eine Strafe absitzen muss. Odile bittet Zélie um einen Besuch, der dieser gewährt wird. Sie bittet Zélie auszusagen, dass Pierre zum Zeitpunkt des Mordes bei ihr war. Zélie stimmt widerwillig zu. Als der Prozess gegen Odile beginnt, entdeckt Pierre Zélie und attackiert sie mit Worten, weil er glaubt, dass Zélie angesichts der Situation Schadenfreude empfindet. Er wird von der Polizei gewaltsam abtransportiert und nach Hause zurückgebracht. „Die Ratte“ ist außer sich vor Kummer, bis Odile in die gemeinsame Wohnung heimkehrt. Sie wurde freigesprochen, weil man ihrer Aussage, in Selbstverteidigung gehandelt zu haben, Glauben schenkte. Das Paar erkennt endlich, wie viel man sich bedeutet, und Pierre will, mit Odile als seine Ehefrau, in Zukunft ein ehrliches Leben außerhalb von Paris beginnen.

## Produktionsnotizen
Die Ratte von Paris, der Beginn einer Filmtrilogie, wurde am 7. September 1925 in London uraufgeführt und erlebte seine deutsche Premiere im Februar oder März des darauf folgenden Jahrs. In Österreich lief der Film am 30. März 1926 an.
Die Filmbauten entwarf C. Wilfred Arnold.
Die an der Kinokasse überaus erfolgreiche Geschichte wurde 1926 mit Der Apache, der König der Boulevards (The Triumph of the Rat) fortgesetzt. 1929 erfolgte mit The Return of the Rat, einem frühen englischen Tonfilm, der letzte Teil. Novello und Jeans nahmen in den beiden Fortsetzungen ihre Rolle wieder auf.

## Kritiken
In Das Kino-Journal war zu lesen: „Ivor Novello, der Darsteller der ‚Ratte‘, bietet eine scharf umrissene, eindrucksvolle Figur, Mae Marsh als Odile ist eine liebliche Blume, die auf Sumpfboden ihre reine Blüte zu bewahren vermag. Isabel Jeans, Robert Scholz bieten vollendete Charaktergestalten. So ist der Film in seiner Gänze als Reißer zu bezeichnen.“
Wiens Die Stunde schrieb: „Der Apachenfilm ‚Die Ratte von Paris‘ ist ein sauberer Spielfilm, der in fabelhaft durchgespielten Szenen die Charaktere der handelnden Personen scharf und deutlich zeichnet. (…) Ivor Novello … ist die Offenbarung dieses Films (…) Mae Marsh … ist von edler Natürlichkeit und ergreifend in den tragischen Momenten. Robert Scholz‘ … und Isabel Jeans‘ … Leistungen sind eindrucksvoll. Überaus beachtenswert ist die besonders klare Photographie und die vollendete Panoramierungstechnik … (…) ‚Die Ratte von Paris‘ ist ein interessanter und fesselnder Film.“
Lediglich die linke Arbeiter-Zeitung fand kaum gute Worte für den Streifen. Hier hieß es: „Der übliche Apachenfilm mit den verbrauchtesten Motiven in internationaler Ausführung. (…) Die Geschichte von der noblen Dame, die aus Neugierde in ein Apachenlokal geht, ist heute kaum noch erträglich. Auch gangbare Filmmotive nützen sich soweit ab, dass sie unverwendbar werden.“